# Robin Lakoff
Robin Tolmach Lakoff (ur. 27 listopada 1942 w Nowym Jorku, zm. 5 sierpnia 2025) – amerykańska językoznawczyni, socjolingwistka. Zajmowała się relacją między językiem a płcią, polityką języka oraz mową i kulturą popularną.
Studia licencjackie ukończyła w Radcliffe College. Magisterium uzyskała na Uniwersytecie Indiany, a doktoryzowała się na Uniwersytecie Harvarda. Była żoną językoznawcy George'a Lakoffa. Od 1972 nauczała na Uniwersytecie Kalifornijskim w Berkeley.
Napisała bądź objęła redakcją 10 książek, m.in. Language and Woman's Place, Face Value: The Politics of Beauty, Talking Power i The Language War. Pisywała artykuły do bloga „The Huffington Post”.